# Mile Škorić
Mile Skorić (Vinkovci, 19 de junio de 1991-) es un futbolista croata que juega de centrocampista, actualmente su equipo es el HNK Rijeka de la Primera Liga de Croacia.

## Carrera de club
Škorić Empezó su carrera en las inferiores del Osijek con quien firmó un contrato en febrero de  2010. Hizo su debut como profesional  en el primer equipo como sustituto ten el empate a unos contra el Zadar el 22 de marzo de 2008 en la 25.ª ronda de la Liga Croata 2007–08.

## Estadísticas de carrera
| Estación                                       | Club             | Liga             | Liga         | Liga      | Copa         | Copa      | Europa       | Europa    | Total        | Total     |
| Estación                                       | Club             | Liga             | Aplicaciones | Objetivos | Aplicaciones | Objetivos | Aplicaciones | Objetivos | Aplicaciones | Objetivos |
| ---------------------------------------------- | ---------------- | ---------------- | ------------ | --------- | ------------ | --------- | ------------ | --------- | ------------ | --------- |
| 2007–08                                        | Osijek           | 1. HNL           | 1            | 0         | –            | –         | –            | –         | 1            | 0         |
| 2008–09                                        | Osijek           | 1. HNL           | 9            | 0         | 1            | 0         | –            | –         | 10           | 0         |
| 2009–10                                        | Osijek           | 1. HNL           | 12           | 0         | 1            | 0         | –            | –         | 13           | 0         |
| 2010-11                                        | Osijek           | 1. HNL           | 5            | 1         | 1            | 0         | –            | –         | 6            | 1         |
| 2011-12                                        | Gorica           | 2. HNL           | 11           | 0         | –            | –         | –            | –         | 11           | 0         |
| 2011-12                                        | HAŠK             | 2. HNL           | 12           | 1         | –            | –         | –            | –         | 12           | 1         |
| 2012–13                                        | HAŠK             | 2. HNL           | 25           | 6         | –            | –         | –            | –         | 25           | 6         |
| 2013–14                                        | Osijek           | 1. HNL           | 23           | 3         | 1            | 0         | –            | –         | 24           | 3         |
| 2014–15                                        | Osijek           | 1. HNL           | 31           | 4         | 1            | 0         | –            | –         | 32           | 4         |
| 2015–16                                        | Osijek           | 1. HNL           | 23           | 2         | 3            | 0         | –            | –         | 26           | 2         |
| 2016–17                                        | Osijek           | 1. HNL           | 7            | 0         | 2            | 0         | –            | –         | 9            | 0         |
| Total de carrera                               | Total de carrera | Total de carrera | 159          | 17        | 10           | 0         | 0            | 0         | 169          | 17        |
| Última Actualización: 16 de diciembre de 2016. |                  |                  |              |           |              |           |              |           |              |           |